# Isostigma acaule
Isostigma acaule là một loài thực vật có hoa trong họ Cúc. Loài này được (Baker) Chodat mô tả khoa học đầu tiên năm 1901.